# Amycle pinyonae
Amycle pinyonae  (лат.) — вид полужесткокрылых насекомых из семейства фонарницы.

## Распространение
Центральная Америка: Калифорния (Pinyon Flat). В горах Santa Rosa Mts. были собраны на сосне Pinus cembroides var. monophylla Voss.

## Описание
Мелкие и среднего размера фонарницы, отличающиеся необычной формой головы. Длина тела самцов 8 мм, самок 14 — 14,5 мм (голова 2,6 мм), основная окраска оранжево-красновато-коричневая. Голова с треугольным по форме выступом.
Головной выступ дорзо-вентрально сплющенный (сверху плоский, снизу выпуклый). Задние голени с 4-5 шипиками. Вид был впервые описан в 1947 году (Knull & Knull, 1947), а его валидность подтверждена в ходе ревизии, проведённой в 1991 году американским энтомологом Луисом Б. О’Брайеном (Lois B. O’Brien; Entomology, Florida A & M University, Таллахасси, Флорида, США).